# Túnel Novo
O chamado Túnel Novo localiza-se na cidade e estado do Rio de Janeiro, no Brasil.
Na realidade trata-se de dois túneis sob o Morro da Babilônia, entre os bairros de Botafogo e de Copacabana, cujas galerias foram executadas em períodos distintos:
- O Túnel Engenheiro Coelho Cintra, inaugurado como Túnel Carioca, mas mais popularmente conhecido como Túnel do Leme,( também muito conhecido como Túnel Novo, uma contrapartida ao 1° túnel que liga Botafogo a Copacabana, conhecido como Túnel Velho, da Rua Real Grandeza à Rua Siqueira Campos), foi iniciado em 1904, com as obras a cargo do Engenheiro Viana da Silva, sob a gestão do então prefeito Francisco Pereira Passos, inaugurado em março de 1906. Recebeu a sua atual denominação oficial em 1937, em homenagem ao responsável pela abertura do Túnel Velho, sendo alargado em 1941. A construção desta galeria permitiu, à época, que as linhas de bonde da Companhia Ferro-Carril do Jardim Botânico atingissem o Posto 6. Este túnel liga a Avenida Lauro Sodré, em Botafogo à Avenida Princesa Isabel, em Copacabana.
- O Túnel Engenheiro Marques Porto, foi iniciado em 1946 e inaugurado em 1949, como uma segunda galeria do Túnel Engenheiro Coelho Cintra. Recebeu o seu nome oficial em agosto de 1951, em homenagem ao engenheiro João Gualberto Marques Porto, seu projetista. Este túnel liga a Avenida Lauro Sodré, em Botafogo à Avenida Princesa Isabel, em Copacabana.

Cada uma das galerias apresenta atualmente duzentos e cinqüenta metros de comprimento por dezesseis de largura.